# کاتاراندنا
کاتاراندنا (به لاتین: Katarandena) یک منطقهٔ مسکونی در سری‌لانکا است که در استان مرکزی (سری‌لانکا) واقع شده‌است.